# サンショウウオ属
サンショウウオ属（サンショウウオぞく、Hynobius）は、両生綱有尾目サンショウウオ科に分類される属。

## 分布
大韓民国、中華人民共和国東部、台湾、朝鮮民主主義人民共和国、トルクメニスタン？、日本
トルクメニスタンサンショウウオ（100年以上前に2標本が採集されたのみで、その標本も現存しない）を除いて東アジア東部に分布し、2011年現在では18種（属内の約60 %）が日本に固有分布する。

## 形態
鋤骨歯列が発達する。涙骨が他の骨に覆われ不明瞭。後肢の趾は4 - 5本。
他属と異なり染色体数が種によって異なる。
卵嚢の形状は種による差異が大きい。エゾサンショウウオの絶滅個体群では幼形成熟した例がある。

## 分類
涙骨が露出する個体がいたことからオオダイガハラサンショウウオをPachypalaminus属、染色体数や肋条が少ないこと、鋤骨歯列からエゾサンショウウオをSatobius属に分割する説もあったがいずれも否定されている。
以下の分類はAmphibian Species of the World（2018）およびAmphibiaWeb（2018）に従い、和名は2011年までに記載された日本産以外の全種を西川（2011）、および日本産の種は日本爬虫両棲類学会の標準和名に従う。
- Hynobius abei アベサンショウウオ
- Hynobius amakusaensis アマクササンショウウオ
- Hynobius amjiensis アンチサンショウウオ
- Hynobius arisanensis アリサンサンショウウオ
- Hynobius boulengeri オオダイガハラサンショウウオ
- Hynobius chinensis シナサンショウウオ
- Hynobius dunni　オオイタサンショウウオ
- Hynobius formosanus タイワンサンショウウオ
- Hynobius fossigenus ヒガシヒダサンショウウオ
- Hynobius fucus コガタタイワンサンショウウオ
- Hynobius glacialis ヒョウガサンショウウオ
- Hynobius guabangshanensis ガバシャンサンショウウオ
- Hynobius guttatus マホロバサンショウウオ
- Hynobius hidamontanus ハクバサンショウウオ
- Hynobius hirosei イシヅチサンショウウオ
- Hynobius ikioi[6] ベッコウサンショウウオ
- Hynobius katoi アカイシサンショウウオ
- Hynobius kimurae ヒダサンショウウオ
- Hynobius leechii チョウセンサンショウウオ
- Hynobius lichenatus トウホクサンショウウオ
- Hynobius maoershanensis マオエルシャンサンショウウオ
- Hynobius mikawaensis ミカワサンショウウオ
- Hynobius naevius ブチサンショウウオ
- Hynobius nebulosus カスミサンショウウオ
- Hynobius nigrescens クロサンショウウオ
- Hynobius okiensis オキサンショウウオ
- Hynobusi osumiensis オオスミサンショウウオ
- Hynobius quelpaertensis サイシュウサンショウウオ
- Hynobius retardatus エゾサンショウウオ
- Hynobius shinichisatoi ソボサンショウウオ
- Hynobius sonani ソナンサンショウウオ
- Hynobius stejnegeri[6] コガタブチサンショウウオ
- Hynobius takedai ホクリクサンショウウオ
- Hynobius tokyoensis トウキョウサンショウウオ
- Hynobius tsuensis ツシマサンショウウオ
- Hynobius turkestanicus トルクメニスタンサンショウウオ（絶滅？）
- Hynobius unisacculus
- Hynobius yangi コリサンショウウオ
- Hynobius yiwuensis イーウーサンショウウオ

## 生態
変態後は繁殖期をのぞいて水に入ることはまれ。
他属と異なり種によって流水と止水（科内では止水で繁殖するのは本属とキタサンショウウオ属のみ）で繁殖する種に分かれる。